# Ligue internationale pour la reconstruction de la Quatrième Internationale
La Ligue internationale pour la reconstruction de la Quatrième Internationale, était une internationale trotskyste dirigée par Michel Varga (en).
Les racines du groupe résident dans le Comité international de la Quatrième Internationale (ICFI). Varga, dirigeant de la Ligue des révolutionnaires socialistes de Hongrie, était basé à Paris et était proche de l'Organisation communiste internationaliste (OCI), et en particulier de Pierre Broué. Il a rejoint l'ICFI en 1963, et a suivi l'OCI quand celle-ci a quitté l'ICFI.
Bien que Varga eût pris parti pour l'OCI dans la lutte entre factions, il désapprouvait leur abandon de l'ICFI. Lorsque l'OCI a tenu une pré-conférence en 1972 pour former le Comité d'organisation pour la reconstruction de la Quatrième Internationale (OCRFI), il a argumenté contre, et a été exclue de la nouvelle organisation.
Brièvement sans liens internationaux, Varga a formé la Ligue internationale pour la reconstruction de la Quatrième Internationale, en 1973. Tout d'abord assez isolé, il a reçu le soutien de groupes tels que la Ligue des ouvriers révolutionnaires de Suède (en) en 1975, et le Ligue révolutionnaire du travail de Tchécoslovaquie dans les années 1980.
En 1984, des différends ont surgi au sein de la Ligue internationale, et Varga a été expulsé en 1984, formant alors le Groupe d'opposition et de continuité de la Quatrième Internationale.
En 1995, le groupe a formé l'Unité internationale des travailleurs avec le Courant révolutionnaire international, qui s'étaient séparés de la Ligue internationale des travailleurs.

## Partis membres
- Organisation trotskiste des États-Unis (en)
- Ligue révolutionnaire du travail de Tchécoslovaquie
- Ligue des ouvriers révolutionnaires de Suède (en)
- Ligue des révolutionnaires socialistes de Hongrie